# Dapanoptera richmondiana
Dapanoptera richmondiana är en tvåvingeart. Dapanoptera richmondiana ingår i släktet Dapanoptera och familjen småharkrankar.

## Underarter
Arten delas in i följande underarter:
- D. r. nooroobunda
- D. r. pangarinda
- D. r. richmondiana